# Garcinia loniceroides
Garcinia loniceroides är en tvåhjärtbladig växtart som beskrevs av T. Anders.. Garcinia loniceroides ingår i släktet Garcinia och familjen Clusiaceae. Inga underarter finns listade i Catalogue of Life.